# Dmitrij Chołodow
Dmitrij Chołodow (ros. Дмитрий Холодов, ur. 21 czerwca 1967, zm. 17 października 1994) – rosyjski dziennikarz śledczy gazety „Moskowskij komsomolec”
W swoich artykułach poruszał problem korupcję w armii rosyjskiej oraz powiązania mafii z armią. 17 października 1994 roku zginął na skutek wybuchu bomby znajdującej się w teczce przekazanej mu przez jednego z rozmówców na dworcu Moskwa-Passażyrskaja-Kazanskaja. Teczka miała zawierać materiały poświęcone wysokim oficerom rosyjskich sił zbrojnych. Do otwarcia teczki doszło w siedzibie redakcji „Moskowskij komsomolec”. Na skutek wybuchu ranna została również dziennikarka Katja Diejewa. Był pierwszym dziennikarzem zamordowanym ze względu na swoją pracę. Jego śmierć zszokowała rosyjską opinię publiczną. „Moskowskij komsomolec” oskarżył ministra obrony Pawła Graczowa o zorganizowanie zamachu. W odpowiedzi Graczow twierdził, że za śmiercią dziennikarza stoi mafia. 12 lutego 1998 roku prokuratora oskarżyła emerytowanego oficera wojskowego Pawła Popowskiego o zorganizowanie zamachu. Aresztowano również pięć innych osób za udział w zamachu.
W latach 2002 i 2004 odbyły się procesy w sprawie śmierci Chołdowa. Podczas pierwszego procesu Pawieł Popowski stwierdził, że zamach zlecił mu generał Paweł Graczow. Popowski później wycofał swoje zeznania. Oba procesy zakończyły się uniewinnieniem oskarżonych. Zdaniem rodziców Chołodowa proces został przeprowadzony nierzetelnie. Sądy zignorowały dowody kryminalistyczne oraz nie udostępniały akt sądowych w ciągu trzech dni wymaganych przez pracy.